# Списак епизода серије Шест стопа под земљом

Шест стопа под земљом, америчка телевизијска драмска серија коју је створио Алан Бол, премијерно је приказана на премијум кабловској мрежи HBO у Сједињеним Државама 3. јуна 2001. године, а првобитно приказивање од пет сезона и 63 епизоде завршила је 21. августа 2005. године. У серији се говори о Фишерима, породици погребних директора који се боре са везама и сопственим личним демонима, док покушавају да одржавају малу погребну кућу.

## Преглед серије
| Сезона | Сезона | Епизоде | Епизоде | Оригинално емитовање | Оригинално емитовање | Просечна гледаност (у милионима) |
| Сезона | Сезона | Епизоде | Епизоде | Премијера            | Финале               | Просечна гледаност (у милионима) |
| ------ | ------ | ------- | ------- | -------------------- | -------------------- | -------------------------------- |
|        | 1.     | 13      | 13      | 3. јун 2001.         | 19. август 2001.     | 5,3                              |
|        | 2.     | 13      | 13      | 3. март 2002.        | 2. јун 2002.         | 5,6                              |
|        | 3.     | 13      | 13      | 2. март 2003.        | 1. јун 2003.         | 4,7                              |
|        | 4.     | 12      | 12      | 13. јун 2004.        | 12. септембар 2004.  | 3,7                              |
|        | 5.     | 12      | 12      | 6. јун 2005.         | 21. август 2005.     | 2,5                              |